# Free as a Bird
A Free as a Bird az angol The Beatles együttes egyik kislemeze, amely 1995 decemberében jelent meg. A dalt eredetileg John Lennon rögzítette még 1977-ben mint egy demóként. 1995-ben, 25 évvel az együttes felbomlását követően és 15 évvel John Lennon gyilkosságát követően az ő még élő társai, Paul McCartney, George Harrison és Ringo Starr a demófelvételt egy stúdió felvétellel jelentették meg.
A kislemez megjelenése a The Beatles Anthology címet viselő dokumentumfilm sorozat és az Anthology 1 válogatás album reklámozásának egy része volt. Az Anthology projekt részeként McCartney megkérte Lennon özvegyét, Yoko Ono-t, hogy adjon olyan kiadatlan anyagokat Lennon-tól, amelyhez a megmaradt három ex-Beatle felhasználhat. A Free As a Bird volt az egyik ilyen dal (a Real Love mellett) amelyhez McCartney, Harrison és Starr további hangszerelést, énekhangot és elsimításokat végeztek. Jeff Lynne, a Traveling Wilburys egyik tagja társproducerként vett részt, aki korábban Harrisonnal együtt dolgozott a Cloud Nine album készületeinél.
A dal a 2. helyezést érte el az Egyesült Királyság kislemezlistáján és a 6. helyet az amerikai Billboard Hot 100-on. Ezenkívül legalább 10 országban, köztük Ausztráliában, Kanadában, Magyarországon és Svédországban is a legjobb tíz sláger közé került. 1997-ben elnyerte a Grammy-díjat a legjobb vokális popduó vagy -együttes teljesítményért. A Beatles a 34. legjobb tíz kislemeze volt az Egyesült Államokban, ami azt jelenti, hogy négy különböző évtizedben volt legalább egy slágerük a legjobb negyvenes listán.
A zenéhez készült videóklip producere Vincent Joliet, rendezője pedig Joe Pytka volt. A felvétel egy repülõ madár szemszögéből készült, és számos Beatles-dalra utalást tesz.

## Eredete

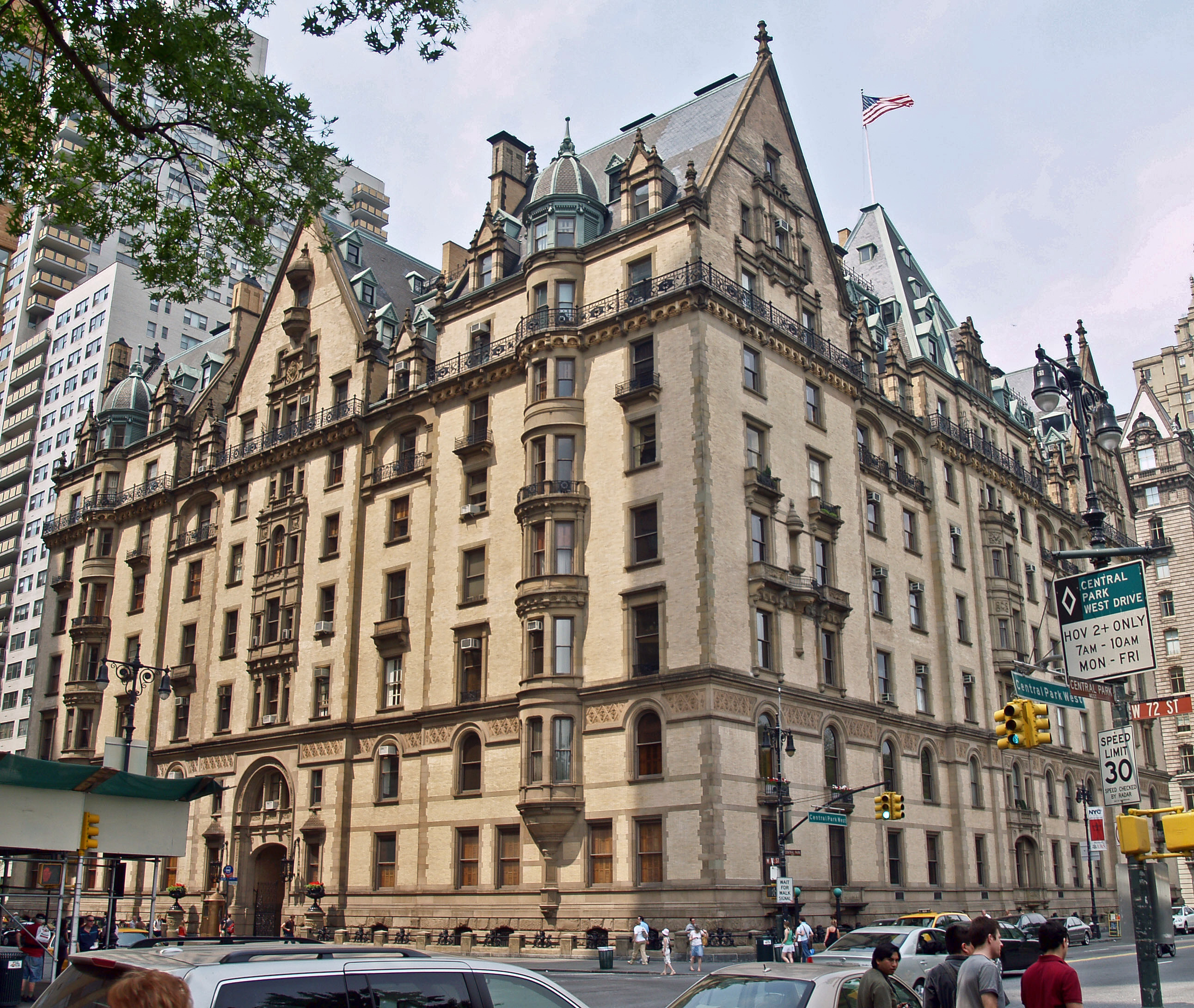
A Dakota-ház, ahol Lennon élt és alkotott, és ahol kazettára rögzítette a dal demófelvételét.

McCartney, Harrison és Starr eredetileg az Anthology projekthez készítettek mellékzenéket, de Starr szerint később rájöttek, hogy "új zenét" szeretnének rögzíteni. Harrison szerint mindig is egyetértettek abban, hogy ha egyikük nincs a bandában, akkor a többiek soha nem fogják átvenni a helyét, és "... Beatlesként mennek ki", és hogy "az egyetlen másik személy, aki benne lehet a John."
McCartney ezután megkérdezte Onót, hogy van-e kiadatlan felvétele Lennontól, így küldött neki egy négy dalt tartalmazó kazettát. A Free as a Bird című dalt Lennon 1977-ben vette fel a dakotai lakásában, de ez nem volt teljes. Lennon úgy vezette be a dalt a kazettán, hogy new york-i akcentust imitálva azt mondta: „Free as a Boid”. A többi dal a Grow Old With Me, a Real Love és a Now and Then volt. Ono azt mondja, hogy Harrison és a Beatles korábbi útimarsallja és személyi asszisztense, Neil Aspinall volt az, akik először kérdezett rá hogyan lehet éneket és hangszerelést hozzáadni Lennon demókazettáihoz. Ono így nyilatkozott: "Az emberek azt mondták, hogy mindenki megegyezett, amikor Paul átjön New Yorkba, hogy beavassák Johnt a Rock and Roll Hírességek Csarnokába azelőtt minden megoldódott. Csak arra használtam az alkalmat, hogy személyesen átadjam a kazettákat Paul-nak."
McCartney a Rock and Roll Hall of Fame-ben történő beiktatási ceremónia után Ono otthonához ment, hogy meghallgassa és átvegye a Lennon-demószalagokat. Így emlékezett vissza az Onóval való találkozásra:
"Ott volt Seannal együtt... és lejátszott nekünk pár számot. Volt két újdonság egy monó kazettán, amit John otthon csinált... szóval Sean-nal megnéztem, mert nem akartam, hogy baja legyen vele. Azt mondta: "Nos, furcsa lesz hallani egy halott fickót énekhangon. De próbáld meg." Azt mondtam mindkettőjüknek: "Ha nem megy, megvétózhatod." Amikor elmondtam George-nak és Ringónak, hogy beleegyeztem, ők így feleltek: "Mi van? Mi van, ha szeretjük?" Ez szerencsére nem jött be. Azt mondtam Yoko-nak: "Ne szabj nekünk túl sok feltételt, nagyon nehéz ezt megtenni lelkileg. Nem tudjuk, lehet, hogy két óra stúdiózás után utáljuk egymást, és csak úgy kisétálunk. Ne szabj semmilyen feltételt, ez elég kemény."
Ono felismerte, hogy most abban a helyzetben van, hogy újra összehozza az együttest, miután korábban kritizálták a felosztásuk miatt.
Az Anthology projektnek adott interjújában McCartney elárulta, hogy meglepte, amikor megtudta, hogy a Grow Old With Me és a Real Love demófelvételként már megjelentek, és így jól ismerték a Lennon-rajongók. Starr bevallotta, hogy amikor először hallgatta meg a felvételt, nagyon érzelmesnek találta.

### Rögzítése
George Martin, aki a Beatles felvételeinek többségét készítette hallásproblémákra hivatkozva elutasította a dalban való produceri közreműködését (bár később oroszlánrészt vállalt az Anthology sorozat esetében). Harrison Jeff Lynne-t (az Electric Light Orchestra egyik alapító tagja, aki Harrison Cloud Nine című 1987-es szólóalbumának társproducereként is segédkezett) javasolta producernek, és 1994 februárjában megkezdte a munkát McCartney stúdiójában. Harrison kifejezte azon óhaját, hogy Lynne-nel dolgozzon, különben nem vetné bele magát a projektben. Geoff Emericket és Jon Jacobst választották az új számok hangmérnökeinek.
A Lenno-féle eredeti, 1977-es felvétel monó kazettára vették fel, amely együttesen tartalmazta az ének- és zongorasávot. Az akkori technológiával lehetetlen volt elválasztani a hangsávokat, így Lynne-nek együtt kellett előállítania a számot hanggal és zongorával, de később megjegyezte, hogy ez jót tett a projekt összképének, mivel Lennon nemcsak énekelt, hanem játszott is a dalban.
Bár Lennon 1980-ban meghalt, Starr elmondta, hogy a három megmaradt Beatles megegyezett, hogy úgy tesznek, mintha Lennon csak "elment volna ebéd szünetre", vagy egy csésze teát inni. A túlélő Beatles-tagok Lennon alapötlete körül rögzítettek egy számot, amelyen voltak zenei hiányosságok, amiket pótolniuk kellett. Néhány akkordot megváltoztattak, és a hangszerelést kibővítette McCartney és Harrison hatásszünetekkel, hogy extra sorokat énekelhessenek fel. Harrison szólóban elektromos slide gitáron játszott.
A dalt 1994 februárja és márciusa között rögzítették az angliai Sussex-ben, McCartney otthoni stúdiójában. A szám enyhe függelékkel záródott, amelyen Harrison pengetett ukulelét (köztudottan gyakran játszott ezen hangszeren), és John Lennon hangjával, amelyen azt mondja, hogy "turned out once again!" visszafelé lejátszva. A végeredmény úgy hangzik, mint "John Lennon készítette volna". McCartney szerint nem volt szándékosan így tervezve, csak azután fedezték fel, hogy a túlélő Beatle-tagok meghallgatták a végső keverést. Amikor Starr meghallotta McCartney-t és Harrison-t együtt énekelni, majd később a kész dalt, azt mondta, hogy úgy szól, mint ők [a Beatlesként zenélnének]. Észrevételét azzal magyarázta, hogy „külső megfigyelőként” tekintett a projektre. Lynne teljes mértékben arra számított, hogy a kész szám úgy szól majd, mint a Beatles, mivel ez volt a projekt előfeltétele, de Harrison hozzátette: "Úgy fog hangzani, mint ők, ha ők... Most úgy hangzik, mint ők."

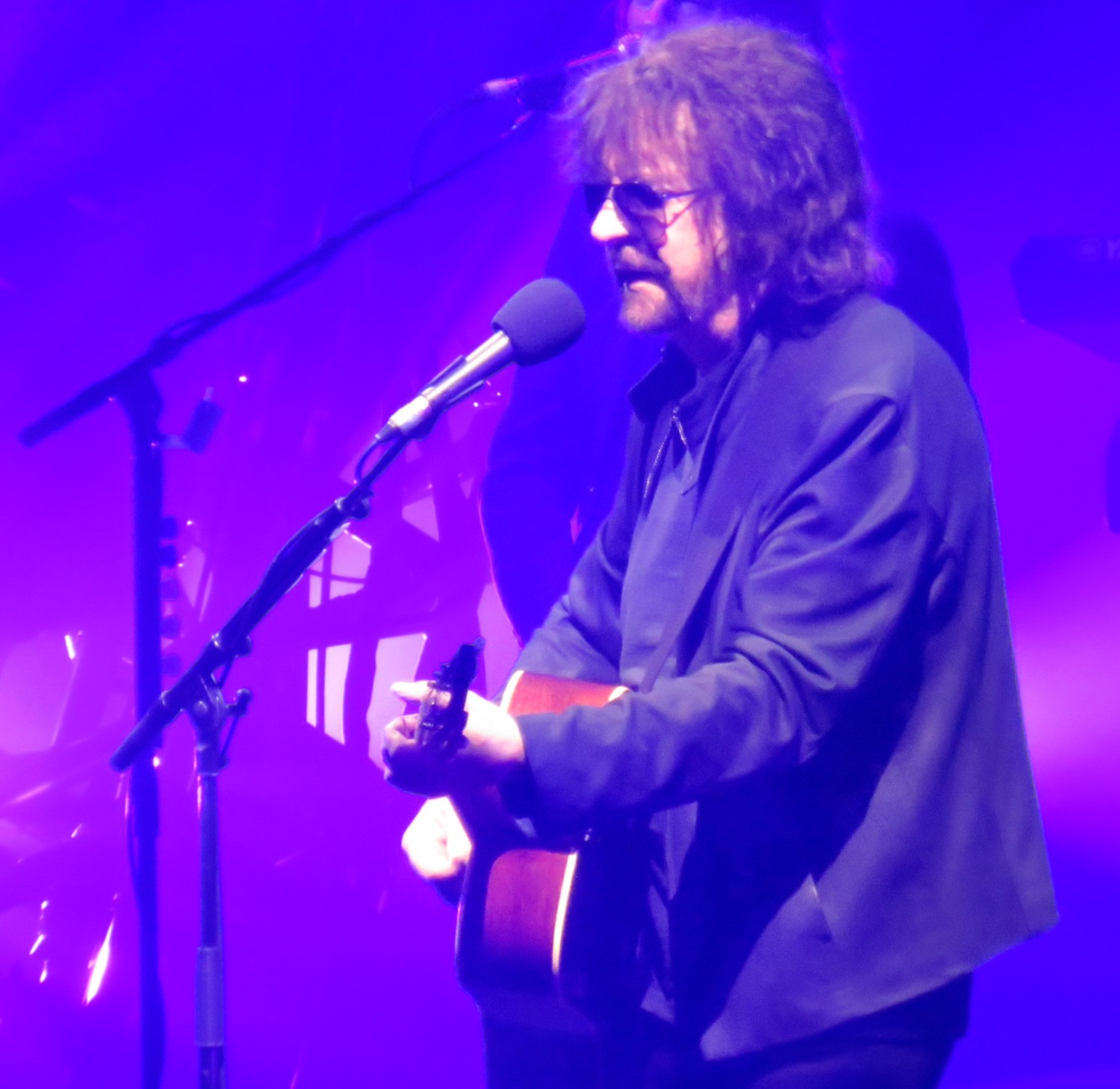
A dal producere, Jeff Lynne 2016-ban

McCartney, Harrison és Starr mindannyian egyetértettek abban, hogy a felvétel folyamata kellemesebb volt, mint amikor később felvették a Real Love-ot (a második kiválasztott dalt); mivel az utóbbi már majdnem készen volt és nagyon kevés beleszólásuk volt. Így Lennon segédeinek érezték magukat.

## Videoklip
A dalhoz kapcsolódó klippet Vincent Joliet producerelte és Joe Pytka rendezte, amely egy repülő madár szemszögéből mutatja be az eseményeket. A klipben számos utalás van a Beatles-dalokra, többek között a Penny Lane, a Paperback Writer, A Day in The Life, az Eleanor Rigby, a Helter Skelter, a Piggies, a The Continuing Story of Bungalow Bill, a Strawberry Fields Forever, a Doctor Robert és a The Fool On The Hill esetében. Becslések szerint a videó 80-100 utalást tartalmaz a Beatles történetére, zenéjére és szövegére. Bár a videó elején hallható a madár, soha nem látható. Neil Aspinall (az Apple Records akkori vezetője) azt mondta, hogy ennek az volt az oka, hogy senki sem tudott megegyezni abban, hogy milyen madár legyen. Pytkának el kellett küldenie ötleteit a túlélő tagoknak valamint Onónak, hogy megbizonyosodjon arról egyetértenek elképzeléseivel, mielőtt folytathatná a videó forgatását. Derek Taylor (az Apple Records korábbi vezetője) kétoldalas levelet küldött Pytkának, amelyben megerősítette, hogy folytathatja a munkát, és személyesen bátorította, támogatta elképzeléseit. A videót a lehető legtöbb autentikus helyszínen forgatták: a Penny Lane-t Pytka művészeti csapata készítette, hogy hasonlítson az 1950-es évekbeli állapotára. További helyszínek voltak a Royal Liver Building és a Liverpool kikötő voltak (utalva John apjára, Alfred Lennonra).
Pytka ugyan rögzítette az ötleteket storyboardon, de a forgatás megkezdésekor azonnal felhagyott vele, mivel egy Steadicam kamera által készített felvételek alapján követte elképzeléseit. Az egyik példa az autóbaleset forgatása volt, amit Pytka órákig filmezett felülről, de rájött, hogy a földre rakott Steadicam sokkal jobb ötlet. A 847 BHN rendszámú autó egy rendőrségi furgonon való feltüntetése a Day in the Life soraira utal, hogy John és Yoko elkötelezte magát James Hanratty ügyében, akit 1962-ben akasztottak fel az A6-os gyilkosság miatt (akkor vitás ügy volt, de a 2002-es DNS-vizsgálatok bebizonyították a bűnösségét). Az archív felvételeket úgy használták fel, hogy a Pytka által forgatott jelenetekre helyezték, amiket egy zöldvásznú színpadon használtak, így digitálisan beleolvadt a kész filmbe, mint például Paul régi angol juhászkutyája a temetőben és az elefánt a báltermi felvonulásban. Az a rész utoljára került be, mivel Aspinall telefonált Pytkának, hogy Starr-nak tetszett a jelenet, de ragaszkodott hozzá, hogy egy elefántot tegyenek bele, amit később meg is tett, mivel korábban Harrison kérésére már egy szitárt is tett bele. A Steadicam felvételein kívül Pytka egy orosz gyártmányú Akil darut használt a fej feletti felvételekhez, mint például az Abbey Road zebra felvétele végén, valamint egy távirányítós játékhelikoptert, amelyhez kamerát rögzítettek a bonyolult légi felvételek készítéséhez. Hogy még érdekesebb legyen, két Blue Meanie is cameozik a klipben.
Harrison ukulelét játszott a stúdióban, és megkérte a rendezőt, hogy jelenjen meg ukulele játékosként, aki csak hátulról látható. Pytka ellenállt ennek, mivel úgy érezte, helytelen lenne, ha a Beatles bármely túlélő tagja megjelenne a képernyőn. Pytka később kijelentette, hogy „szívszorító”, hogy Harrison nem játszotta el a szerepet, különösen annak 2001-es halálát követően, és amikor felfedezte, hogy az ukulele nem egy régi dal mintája, ahogy Pytka feltételezte. A videó 1997-ben, a 39. Grammy-gálán elnyerte a Grammy-díjat a legjobb videóklip kategóriában.

## 2015-ös remix változat
2015. november 6.-án az Apple Records kiadta az 1 album új bővített változatát különböző szerkesztésekkel és változtatásokkal (1+ néven). Az 1 számainak többségét Giles Martin az eredeti többsávos felvételek közül újrakeverte. Giles Martin Jeff Lynne-nel a Free as a Bird című dalt is újrakeverte a DVD- és Blu-ray-kiadások videoklipjéhez. A remix változat tovább tisztítja Lennon énekhangját, és Harrison versszaka másképp hallható. A "whatever happened to the life that we once knew" sort a "whatever happened to the love that we once knew" sorra cserélték. A szám ezen változatának vége is tartalmaz egy hangsávot Lennonról, amelyben a "turned out once again" (amely George Formby hívószava) kifejezést hallható előrefele – amely a dal eredeti változatában visszafelé játszottak le. McCartney énekhangja, amelyet az eredeti változatban eltüntettek, hogy Lennon saját hangja duplázva legyen, most hangsúlyosabban hallható a második versszakban.

## Kritikai fogadtatás
Ez volt az első alkalom, hogy új kislemezt adtak ki a Beatles név alatt az 1970-es The Long and Winding Road óta az Egyesült Államokban. A promóciós videót a The Beatles Antology egyik epizódjában is lejátszották, amelyet az Egyesült Királyságban az ITV, addig az Egyesült Államokban az ABC sugárzott.
A dalt vegyes kritikák fogadták. Megjelenését Caroline Sullivan kritizálta a The Guardian napilapban, mint reklámtrükköt, hogy a Beatles márkát kihasználják, és kevésbé a Beatlesnek, mint inkább Lynne-nek köszönhető. Andy Gill a The Independent egyik cikkében "kiábrándítóan visszafogottnak" nevezte a dalt... George gitárjátéka finoman hangzott, ahol szükség volt rá, de az összhatás kiábrándító. Ian MacDonald, A fejek forradalma könyv írója egy "unalmas dalnak" nyilvánította, amely összehasonlíthatatlan a Beatles hatvanas évekbeli zenéjével. Chris Carter, a Breakfast with the Beatles rádióprogram műsorvezetője így nyilatkozott: "Minden dalt nagyra értékelnék (főleg, ha nagyszerű) John, Paul, George és Ringo előadásában, függetlenül attól, hogy hogyan (vagy mikor) rögzítették." A Free as a Bird később elnyerte a Grammy-díjat 1997-ben a legjobb vokális popduó vagy -együttes teljesítményért kategóriát.

## Megjelenés és helyezések
A dalt 1995. november 20-án a hajnali órákban mutatták be a BBC Radio 1-en, és másnap elküldték az Egyesült Államok slágerrádióinak is. 1995. december 4-én jelent meg kislemez CD-n, kazettán és bakelitlemezen az Egyesült Királyságban, két héttel az Anthology 1 album megjelenése után. A kislemez 120 000 példányban kelt el az első héten, és a 2. helyre került a brit kislemezlistán. Nyolc hétig maradt ott. Az Egyesült Államokban a dal 1995. december 12-én jelent meg, és a Billboard Hot 100 listáján a 6. helyezést érte el, amely a Beatles 34. és egyben utolsó Top 10-es kislemezévé vált. Tizenkilenc és fél év után ez volt az együttes első Top 10-es dala az Egyesült Államokban, ami a leghosszabb időszak a Top 10 slágerek között, amióta 1964-ben először felkerültek az amerikai listára.
A CD és a bakelit borítóját John Lennon készítette, amelynek rajza megtalálható az 1964-es In His Own Write című könyvében is.

## Formátumok és a lemezek dalai
Az összes dalt John Lennon, Paul McCartney, George Harrison és Ringo Starr írta, kivéve ahol meg van jelölve.
7 hüvelykes bakelitlemez (UK: R6422 / USA: NR-58497)
Free As a Bird – 2:42
Christmas Time (Is Here Again) – 3:02
- A zene felvétele: 1967. november 28., a karácsonyi üdvözlet felvétele: 1967. december 6., helyszín: EMI Studios, London

CD (UK: CDR6422 / USA: CDP 58497)
Free As a Bird – 4:26
I Saw Her Standing There (Lennon–McCartney) – 2:51
- A felvétel 1963. február 11-én készült a londoni EMI Studiosban
- Producer: George Martin
- Ezt a verziót (9. felvétel) a Please Please Me albumon megjelent verzió (1. felvétel) után rögzítették. A visszaszámlálást a 9. felvételről az albumon szereplő 1. felvételének elejére szerkesztették.

This Boy (Lennon–McCartney) – 3:17
- A felvétel 1963. október 17-én készült a londoni EMI Studiosban
- Producer: George Martin
- Két félbehagyott változat (12. és 13. felvétel), amelyek mindkettő esetben nevetésbe csap át.

Christmas Time (Is Here Again) – 3:02

## Közreműködők
Ian Macdonald szerint:
- John Lennon – szólóének, zongora
- Paul McCartney – szólóének, vokál, basszusgitár, akusztikus gitár, szintetizátor (?)
- George Harrison – vokál, elektromos slide gitár, akusztikus gitár, ukulele (?)
- Ringo Starr – dob, vokál

### Közreműködik
Jeff Lynne – vokál, elektromos gitár

## Helyezések
| Ország                     | Helyezés    |
| -------------------------- | ----------- |
| Ausztrál kislemezlista     | 6           |
| Ausztriai kislemezlista    | 32          |
| Belga kislemezlista        | 11, ill. 12 |
| Kanada RPM Top 100         | 7, ill 4    |
| Dán kislemezlista          | 4           |
| Európai kislemezlista      | 3           |
| Finn kislemezlista         | 7           |
| Francia kislemezlista      | 23          |
| Német kislemezlista        | 37          |
| Magyar kislemezlista       | 2           |
| Izlandi kislemezlista      | 5           |
| Ír kislemezlista           | 5           |
| Olasz kislemezlista        | 10          |
| Holland kislemezlista      | 10, ill 9   |
| Új-Zélandi kislemezlista   | 26          |
| Norvég kislemezlista       | 14          |
| Spanyol kislemezlista      | 10          |
| Svéd kislemezlista         | 3           |
| Svájci kislemezlista       | 25          |
| Brit kislemezlista         | 2           |
| Amerikai Billboard Hot 100 | 6           |

## Eladási minősítések
| Régió           | Eladási minősítés | Eladás   |
| --------------- | ----------------- | -------- |
| Brit (BPI)      | ezüst             | 200 000+ |
| Amerikai (RIAA) | arany             | 500 000+ |

## Megjelenés története
| Régió    | Dátum              | Formátum                  | Kiadó          | Hivatkozás |
| -------- | ------------------ | ------------------------- | -------------- | ---------- |
| Amerikai | 1995. november 21. | Rádió változat            | Apple, Capitol | [ 28 ]     |
| Brit     | 1995. december 4.  | bakelitlemez, CD, kazetta | Apple          | [ 29 ]     |
| Amerikai | 1995 december 12.  | bakelitlemez, CD, kazetta | Apple, Capitol | [ 30 ]     |

## Fordítás
Ez a szócikk részben vagy egészben  a   Free as a Bird című angol Wikipédia-szócikk fordításán alapul.  Az eredeti cikk szerkesztőit annak laptörténete sorolja fel. Ez a jelzés csupán a megfogalmazás eredetét és a szerzői jogokat jelzi, nem szolgál a cikkben szereplő információk forrásmegjelöléseként.

## Bibliográfia

### Angol nyelvű
- Sawyers, June Skinner (szerk.): Read The Beatles: Classic and New Writings on The Beatles, Their Legacy and Why They Still Matter. USA: Pengiun. ISBN 978-0-14-303732-3

### Magyar nyelvű
- Bánosi György – Tihanyi Ernő: Beatles zenei kalauz. Az együttzenélés és a szólóévek. 1958–1999. Budapest: Anno Kiadó, 1999. ISBN 963-853-895-3
- Ian Macdonald: A fejek forradalma. A Beatles és a hatvanas évek. (ford. Révbíró Tibor) Budapest: Helikon Kiadó, 2015. ISBN 978-963-227-468-3
- Marsi József: Beatles Kódex – A Beatles együttes teljes életművének enciklopédiája. (bővített kiadás) Budapest: Könyvműhely, 2022. ISBN 978-615-01-5036-9
- Marsi József: Egy álom vége – John Lennon utolsó évei. Budapest: Könyvműhely, 2021.

## Külső hivatkozások
- A Free As a Bird videoklip utalásai
- A Free As a Bird videoklip képkockái, archiválva 2008. július 28-ai dátummal a Wayback Machine archívum által
- Allan W. Pollack megjegyzései a dal zenei szerkezetéhez